# Eubelum montanum
Eubelum montanum är en kräftdjursart som beskrevs av Franco Ferrara och Helmut Schmalfuss 1983. Eubelum montanum ingår i släktet Eubelum och familjen Eubelidae. Inga underarter finns listade i Catalogue of Life.